# Minerva 21
MINERVA 21 je hnutí žen v České republice, jehož posláním je „čeření vody“. Zaměřuje se specificky na ženy – na zvýšení jejich sebevědomí a profesních znalostí, na budování sítě kontaktů, vzájemné předávání zkušeností, spolupráci a posílení vlivu ve společnosti. Pomáhá ženám v tom, aby byly připravené přijímat výzvy a vedoucí pozice v různých oblastech podnikání a veřejného života.
Iniciátorkou je Rostya Gordon-Smith, mezinárodně uznávaná expertka v oblasti rozvoje jednotlivců i organizací[zdroj⁠?!] a spoluautorka knihy Úspěšně s kůží na trh.
Myšlenku MINERVY v roce 2014 rozvíjela skupina žen, která postupně zformulovala vizi a klíčové aktivity společenství. V říjnu 2014 vzniklo tzv. Kolegium MINERVY 21, které stojí v jeho čele. Členkami kolegia MINERVY jsou Rostya Gordon-Smith, Rut Kolínská, Marcela Hrubošová, Renata Mrázová, Jana Václavková, Eva Vašková-Čejková, Květa Santlerová, Věra Staňková a Ilona Urbanová.
Historicky první aktivitou byl pilotní projekt v oblasti vzdělávání, který se uskutečnil 13. listopadu 2014 na Ekonomické fakultě VŠB v Ostravě a primárně byl určen pro studentky a absolventky. Jednalo se o panelovou diskusi na téma „Žena a kariéra“ a čtyři navazující workshopy s odborníky. Po absolvování celého modulu obdrželo na 50 účastnic a 2 účastníci certifikát a fialový achát, barevný symbol MINERVY 21, s poselstvím „Čeříme vodu“.